# Списак насељених места у Француској: D
| A \| B \| C \| D \| E \| F \| G \| H \| I \| J \| K \| L \| M \| N \| O \| P \| Q \| R \| S \| T \| U \| V \| W \| X \| Y \| Z \| É |

- D'Huison-Longueville
- Dabo
- Dachstein (Francja)
- Dadonville
- Daglan
- Dagneux
- Dagny
- Dagny-Lambercy
- Dagonville
- Daguenière
- Dahlenheim
- Daignac
- Daigny
- Daillancourt
- Daillecourt
- Dainville
- Dainville-Bertheléville
- Daix
- Dalem
- Dalhain
- Dalhunden
- Dallet
- Dallon
- Dalou
- Dalstein
- Daluis
- Damas-aux-Bois
- Damas-et-Bettegney
- Damazan
- Dambach
- Dambach-la-Ville
- Dambelin
- Dambenois
- Damblain
- Damblainville
- Dambron
- Dame-Marie (Eure)
- Dame-Marie (Orne)
- Dame-Marie-les-Bois
- Damelevières
- Damerey
- Damery (Marne)
- Damery (Somme)
- Damgan
- Damiatte
- Damigny
- Damloup
- Dammard
- Dammarie
- Dammarie-en-Puisaye
- Dammarie-les-Lys
- Dammarie-sur-Loing
- Dammarie-sur-Saulx
- Dammartin-Marpain
- Dammartin-en-Goële
- Dammartin-en-Serve
- Dammartin-les-Templiers
- Dammartin-sur-Meuse
- Dammartin-sur-Tigeaux
- Damousies
- Damouzy
- Damparis
- Dampierre (Aube)
- Dampierre (Calvados)
- Dampierre (Haute-Marne)
- Dampierre (Jura)
- Dampierre-Saint-Nicolas
- Dampierre-au-Temple
- Dampierre-en-Bray
- Dampierre-en-Bresse
- Dampierre-en-Burly
- Dampierre-en-Crot
- Dampierre-en-Graçay
- Dampierre-en-Montagne
- Dampierre-en-Yvelines
- Dampierre-et-Flée
- Dampierre-le-Château
- Dampierre-les-Bois
- Dampierre-lès-Conflans
- Dampierre-sous-Bouhy
- Dampierre-sous-Brou
- Dampierre-sur-Avre
- Dampierre-sur-Boutonne
- Dampierre-sur-Linotte
- Dampierre-sur-Moivre
- Dampierre-sur-Salon
- Dampierre-sur-le-Doubs
- Dampjoux
- Dampleux
- Dampmart
- Dampniat
- Damprichard
- Dampsmesnil
- Dampvalley-Saint-Pancras
- Dampvalley-lès-Colombe
- Dampvitoux
- Damrémont
- Damville
- Damvillers
- Damvix
- Daméraucourt
- Dancevoir
- Dancourt
- Dancourt-Popincourt
- Dancy
- Dancé (Loire)
- Dancé (Orne)
- Danestal
- Dangeau
- Dangers
- Dangeul
- Dangolsheim
- Dangu
- Dangy
- Dangé-Saint-Romain
- Danizy
- Danjoutin
- Danne-et-Quatre-Vents
- Dannelbourg
- Dannemarie (Doubs)
- Dannemarie (Haut-Rhin)
- Dannemarie (Yvelines)
- Dannemarie-sur-Crète
- Dannemoine
- Dannemois
- Dannes
- Dannevoux
- Danvou-la-Ferrière
- Danzé
- Daon
- Daoulas
- Daours
- Darazac
- Darbonnay
- Darbres
- Darcey
- Dardenac
- Dardez
- Dardilly
- Dareizé
- Dargies
- Dargnies
- Dargoire
- Darmannes
- Darnac
- Darnets
- Darney
- Darney-aux-Chênes
- Darnieulles
- Darnétal
- Darois
- Darvault
- Darvoy
- Dasle
- Daubensand
- Daubeuf-Serville
- Daubeuf-la-Campagne
- Daubeuf-près-Vatteville
- Daubèze
- Dauendorf
- Daumazan-sur-Arize
- Daumeray
- Dauphin
- Dausse
- Daux
- Dauzat-sur-Vodable
- Davayat
- Davayé
- Davejean
- Davenescourt
- Davignac
- Davrey
- Davron
- Davézieux
- Dax
- Deauville
- Deaux
- Decazeville
- Dechy
- Decize
- Degré
- Dehault
- Dehlingen
- Dehéries
- Deinvillers
- Delain
- Delettes
- Delincourt
- Delle
- Delme
- Delouze-Rosières
- Delut
- Deluz
- Demandolx
- Demange-aux-Eaux
- Demangevelle
- Demi-Quartier
- Demie
- Demigny
- Denain
- Denazé
- Deneuille-les-Mines
- Deneuille-lès-Chantelle
- Deneuvre
- Denezières
- Denguin
- Denicé
- Denier
- Denipaire
- Dennebroeucq
- Denneville
- Dennevy
- Denney
- Denonville
- Denting
- Denèvre
- Denée
- Derbamont
- Derchigny
- Dercy
- Dercé
- Dernacueillette
- Dernancourt
- Derval
- Descartes (Indre-et-Loire)
- Deschaux
- Desges
- Desingy
- Desmonts
- Desnes
- Desseling
- Dessenheim
- Dessia
- Destord
- Destrousse
- Destry
- Desvres
- Dettey
- Dettwiller
- Deuil-la-Barre
- Deuillet
- Deux-Chaises
- Deux-Evailles
- Deux-Fays
- Deux-Jumeaux
- Deux-Verges
- Deux-Villes
- Deuxville
- Devay
- Devecey
- Devesset
- Deviat
- Deville
- Devise
- Devrouze
- Devèze
- Deycimont
- Deyme
- Deyvillers
- Dezize-lès-Maranges
- Deûlémont
- Dhuisy
- Dhuizel
- Dhuizon
- Diancey
- Diant
- Diarville
- Diconne
- Dicy
- Didenheim
- Die
- Diebling
- Diebolsheim
- Diedendorf
- Dieffenbach-au-Val
- Dieffenbach-lès-Wœrth
- Dieffenthal
- Diefmatten
- Diemeringen
- Dienne
- Diennes-Aubigny
- Dienné
- Dienville
- Dieppe
- Dieppe-sous-Douaumont
- Dierre
- Dierrey-Saint-Julien
- Dierrey-Saint-Pierre
- Diesen
- Dietwiller
- Dieudonné
- Dieue-sur-Meuse
- Dieulefit
- Dieulivol
- Dieulouard
- Dieupentale
- Dieuze
- Diffembach-lès-Hellimer
- Diges
- Digna
- Dignac
- Digne-les-Bains
- Dignonville
- Digny
- Digoin
- Digosville
- Digulleville
- Dimancheville
- Dimbsthal
- Dimechaux
- Dimont
- Dinan
- Dinard
- Dingsheim
- Dingy-Saint-Clair
- Dingy-en-Vuache
- Dingé
- Dinozé
- Dinsac
- Dinsheim
- Dinteville
- Dinéault
- Dio-et-Valquières
- Dionay
- Dions
- Diors
- Diou (Allier)
- Diou (Indre)
- Dirac (Charente)
- Dirinon
- Dirol
- Dissangis
- Dissay
- Dissay-sous-Courcillon
- Dissé-sous-Ballon
- Dissé-sous-le-Lude
- Distroff
- Distré
- Diusse
- Divajeu
- Dives
- Dives-sur-Mer
- Divion
- Divonne-les-Bains
- Dixmont
- Dizimieu
- Dizy
- Dizy-le-Gros
- Dième
- Diémoz
- Diénay
- Diéval
- Doazit
- Doazon
- Docelles
- Doeuil-sur-le-Mignon
- Dognen
- Dogneville
- Dohem
- Dohis
- Doignies
- Doingt
- Doissat
- Doissin
- Doix
- Doizieux
- Dol-de-Bretagne
- Dolaincourt
- Dolancourt
- Dolcourt
- Dole
- Dolignon
- Dolleren
- Dollon
- Dollot
- Dolmayrac
- Dolo (Côtes-d'Armor)
- Dolomieu
- Dolus-d'Oléron
- Dolus-le-Sec
- Dolving
- Dom-le-Mesnil
- Domagné
- Domaize
- Domalain
- Domancy
- Domarin
- Domart-en-Ponthieu
- Domart-sur-la-Luce
- Domats
- Domazan
- Dombasle-devant-Darney
- Dombasle-en-Argonne
- Dombasle-en-Xaintois
- Dombasle-sur-Meurthe
- Domblain
- Domblans
- Dombras
- Dombrot-le-Sec
- Dombrot-sur-Vair
- Domecy-sur-Cure
- Domecy-sur-le-Vault
- Domesmont
- Domessargues
- Domessin
- Domeyrat
- Domeyrot
- Domezain-Berraute
- Domfaing
- Domfessel
- Domfront (Oise)
- Domfront (Orne)
- Domfront-en-Champagne
- Domgermain
- Dominois
- Domjean
- Domjevin
- Domjulien
- Domloup
- Domléger-Longvillers
- Dommarie-Eulmont
- Dommartemont
- Dommartin (Ain)
- Dommartin (Doubs)
- Dommartin (Nièvre)
- Dommartin (Rodan)
- Dommartin (Somme)
- Dommartin-Dampierre
- Dommartin-Lettrée
- Dommartin-Varimont
- Dommartin-aux-Bois
- Dommartin-la-Chaussée
- Dommartin-la-Montagne
- Dommartin-le-Coq
- Dommartin-le-Franc
- Dommartin-le-Saint-Père
- Dommartin-lès-Cuiseaux
- Dommartin-lès-Remiremont
- Dommartin-lès-Toul
- Dommartin-lès-Vallois
- Dommartin-sous-Amance
- Dommartin-sous-Hans
- Dommartin-sur-Vraine
- Dommary-Baroncourt
- Domme
- Dommery
- Dommiers
- Domnon-lès-Dieuze
- Domont
- Dompaire
- Dompcevrin
- Dompierre (Oise)
- Dompierre (Orne)
- Dompierre (Vosges)
- Dompierre-Becquincourt
- Dompierre-aux-Bois
- Dompierre-du-Chemin
- Dompierre-en-Morvan
- Dompierre-les-Eglises
- Dompierre-les-Ormes
- Dompierre-les-Tilleuls
- Dompierre-sous-Sanvignes
- Dompierre-sur-Authie
- Dompierre-sur-Besbre
- Dompierre-sur-Chalaronne
- Dompierre-sur-Charente
- Dompierre-sur-Helpe
- Dompierre-sur-Héry
- Dompierre-sur-Mer
- Dompierre-sur-Mont
- Dompierre-sur-Nièvre
- Dompierre-sur-Veyle
- Dompierre-sur-Yon
- Dompnac
- Domprel
- Dompremy
- Domprix
- Domps
- Domptail
- Domptail-en-l'Air
- Domptin
- Domqueur
- Domremy-Landéville
- Domremy-la-Canne
- Domrémy-la-Pucelle
- Domsure
- Domvallier
- Domvast
- Domène
- Domèvre-en-Haye
- Domèvre-sous-Montfort
- Domèvre-sur-Avière
- Domèvre-sur-Durbion
- Domèvre-sur-Vezouze
- Doméliers
- Domérat
- Don (Nord)
- Donazac
- Donchery
- Doncières
- Doncourt-aux-Templiers
- Doncourt-lès-Conflans
- Doncourt-lès-Longuyon
- Doncourt-sur-Meuse
- Dondas
- Donges
- Donjeux (Haute-Marne)
- Donjeux (Moselle)
- Donjon (Francja)
- Donnay
- Donnazac
- Donnelay
- Donnemain-Saint-Mamès
- Donnemarie-Dontilly
- Donnement
- Donnenheim
- Donnery
- Donneville
- Donnezac
- Dontreix
- Dontrien
- Donville-les-Bains
- Donzac (Gironde)
- Donzac (Tarn-et-Garonne)
- Donzacq
- Donzeil
- Donzenac
- Donzy
- Donzy-le-National
- Donzy-le-Pertuis
- Donzère
- Doranges
- Dorans
- Dorat (Haute-Vienne)
- Dorat (Puy-de-Dôme)
- Dorceau
- Dordives
- Dore-l'Eglise
- Dorengt
- Dorlisheim
- Dormans
- Dormelles
- Dornas
- Dornecy
- Dornes
- Dornot
- Dorres
- Dortan
- Dosches
- Dosnon
- Dossenheim-Kochersberg
- Dossenheim-sur-Zinsel
- Douadic
- Douai
- Douains
- Douarnenez
- Douaumont
- Doubs (Doubs)
- Doucelles
- Douchapt
- Douchy (Aisne)
- Douchy (Loiret)
- Douchy-les-Mines
- Douchy-lès-Ayette
- Doucier
- Doucy-en-Bauges
- Doudeauville (Pas-de-Calais)
- Doudeauville (Seine-Maritime)
- Doudeauville-en-Vexin
- Doudelainville
- Doudeville
- Doudrac
- Doue
- Douelle
- Douhet
- Douillet
- Douilly
- Doulaincourt-Saucourt
- Doulcon
- Doulevant-le-Château
- Doulevant-le-Petit
- Doulezon
- Doullens
- Doumely-Bégny
- Doumy
- Dounoux
- Dourbies
- Dourdain
- Dourdan
- Dourges
- Dourgne
- Douriez
- Dourlers
- Dourn
- Dournazac
- Dournon
- Dours
- Doussard
- Doussay
- Douvaine
- Douville
- Douville-en-Auge
- Douville-sur-Andelle
- Douvrend
- Douvres
- Douvres-la-Délivrande
- Douvrin
- Doux (Ardennes)
- Doux (Deux-Sèvres)
- Douy
- Douy-la-Ramée
- Douzains
- Douzat
- Douzens
- Douzillac
- Douzy
- Doué-la-Fontaine
- Doville
- Doye
- Doyet
- Dozulé
- Drachenbronn-Birlenbach
- Draché
- Dracy
- Dracy-Saint-Loup
- Dracy-le-Fort
- Dracy-lès-Couches
- Dracé
- Dragey-Ronthon
- Draguignan
- Drain
- Draix
- Draize
- Drambon
- Dramelay
- Drancy
- Drap
- Dravegny
- Draveil
- Drefféac
- Drennec
- Dreuil-lès-Amiens
- Dreuilhe
- Dreux
- Drevant
- Dricourt
- Driencourt
- Drincham
- Drocourt (Pas-de-Calais)
- Drocourt (Yvelines)
- Droisy (Eure)
- Droisy (Haute-Savoie)
- Droiturier
- Droizy
- Drom
- Dromesnil
- Drosay
- Drosnay
- Droue-sur-Drouette
- Drouges
- Drouilly
- Droupt-Saint-Basle
- Droupt-Sainte-Marie
- Drouville
- Drouvin-le-Marais
- Droux
- Droué
- Droyes
- Drubec
- Drucat
- Drucourt
- Drudas
- Druelle
- Drugeac
- Druillat
- Drulhe
- Drulingen
- Drumettaz-Clarafond
- Drusenheim
- Druy-Parigny
- Druye
- Druyes-les-Belles-Fontaines
- Dry
- Drée
- Drémil-Lafage
- Duault
- Ducey
- Duclair
- Ducy-Sainte-Marguerite
- Duerne
- Duesme
- Duffort
- Dugny
- Dugny-sur-Meuse
- Duhort-Bachen
- Duilhac-sous-Peyrepertuse
- Duingt
- Duisans
- Dullin
- Dumes
- Dun
- Dun-le-Palestel
- Dun-le-Poëlier
- Dun-les-Places
- Dun-sur-Auron
- Dun-sur-Grandry
- Dun-sur-Meuse
- Duneau
- Dunes
- Dung
- Dunières
- Dunières-sur-Eyrieux
- Duntzenheim
- Duppigheim
- Duran
- Durance (miasto)
- Duranus
- Duranville
- Duras
- Duravel
- Durban (Gers)
- Durban-Corbières
- Durban-sur-Arize
- Durbans
- Durcet
- Durdat-Larequille
- Dureil
- Durenque
- Durfort (Ariège)
- Durfort (Tarn)
- Durfort-Lacapelette
- Durfort-et-Saint-Martin-de-Sossena
- Durlinsdorf
- Durmenach
- Durmignat
- Durnes
- Durningen
- Durrenbach
- Durrenentzen
- Durstel
- Durtal
- Durtol
- Dury (Aisne)
- Dury (Pas-de-Calais)
- Dury (Somme)
- Dussac
- Duttlenheim
- Duvy
- Duzey
- Dyo
- Dyé
- Débats-Rivière-d'Orpra
- Décines-Charpieu
- Dégagnac
- Déluge
- Démouville
- Dému
- Démuin
- Dénat
- Dénestanville
- Dénezé-sous-Doué
- Dénezé-sous-le-Lude
- Déols
- Désaignes
- Désandans
- Désert
- Désertines (Allier)
- Désertines (Mayenne)
- Déserts
- Déservillers
- Détain-et-Bruant
- Détrier
- Détroit
- Dévillac
- Déville-lès-Rouen
- Dézert

| A \| B \| C \| D \| E \| F \| G \| H \| I \| J \| K \| L \| M \| N \| O \| P \| Q \| R \| S \| T \| U \| V \| W \| X \| Y \| Z \| É |